# Tháng 3 năm 2011
Tháng 3 năm 2011 bắt đầu vào thứ Ba và kết thúc sau 31 ngày vào thứ Năm.

## Chủ đề:Thời sự
| Thứ ba, ngày 1 tháng 3 |
| - New Zealand giành hai phút mặc niệm các nạn nhân của trận động đất Christchurch 2011 trong khi số người chết từ trận động đất đã lên đến 154 với con số cuối cùng dự kiến là khoảng 240. |

| Thứ tư, ngày 2 tháng 3 |
| - Giáo hoàng Biển Đức XVI giải tội cho người Do Thái trong việc chịu trách nhiệm về cái chết của Chúa Giê-su trong cuốn sách Chúa Giê-su xứ Nazareth Phần II của mình. |

| Thứ năm, ngày 3 tháng 3 |
| - Hoa Kỳ loan tin họ có chứng cớ rằng Robert Levinson, một nhân viên FBI đã về hưu mất tích tại Iran từ năm 2007, vẫn còn sống. - Đảng Cộng hòa đệ trình một dự luật lên Quốc hội Hoa Kỳ theo đó sẽ cấm Cơ quan Bảo vệ Môi trường trong việc điều chỉnh các khí nhà kính vì các chất ô nhiễm. - Quốc hội Nouvelle-Calédonie bầu một chính phủ cao đẳng mới với Harold Martin là Tổng thống Nouvelle-Calédonie. Tuy nhiên, chính phủ mới sụp đổ vài phút sau khi được thành lập. |

| Thứ sáu, ngày 4 tháng 3 |
| - Jared Lee Loughner được truy tố về 49 tội danh liên quan đến vụ nổ súng Tucson 2011 tại tiểu bang Arizona của Hoa Kỳ. - Huấn luyện viên bóng đá José Mourinho của Real Madrid C.F. tránh được âm mưu bị đâm đến chết sau khi một người đàn ông cầm dao tấn công một nhân viên an ninh của câu lạc bộ tại một sân bay ở A Coruña, Galicia. |

| Thứ bảy, ngày 5 tháng 3 |
| - Richard B. Hoover, một nhà sinh học vũ trụ thuộc NASA, tìm thấy một vi hóa thạch tương tự như vi khuẩn lam trên thiên thạch carbon CI1. |

| Chủ nhật, ngày 6 tháng 3                                                              |
| - Biểu tình tiếp tục diễn ra tại Bahrain, Yemen, Ai Cập, Iraq, Jordan, Oman và Libya. |

| Thứ hai, ngày 7 tháng 3 |
| - Maehara Seiji từ chức Bộ trưởng Ngoại giao Nhật Bản sau vụ bê bối nhận khoản tiền đóng góp chính trị. - Ít nhất 25 người chết và 127 người khác bị thương trong một vụ đánh bom xe ở Faisalabad, Pakistan. |

| Thứ năm, ngày 10 tháng 3 |
| - Giữa lúc cuộc cách mạng Libya đang diễn ra, Pháp trở thành quốc gia đầu tiên công nhận Hội đồng Quốc gia Libya là chính phủ hợp pháp của Libya. |

| Thứ sáu, ngày 11 tháng 3 |
| - Những cơn sóng thần lớn sau trận động đất 9,0 độ tàn phá hàng trăm cây số dọc theo bờ biển của Nhật Bản, giết chết hàng ngàn người và khiến hàng nghìn người khác mất tích. |

| Thứ hai, ngày 14 tháng 3 |
| - Lực lượng an ninh xung đột với người biểu tình ở Bahrain sau khi nhận được sự viện trợ từ Hội đồng Hợp tác vùng Vịnh. - Đạt-lại Lạt-ma thứ 14 rời bỏ cương vị lãnh đạo chính trị trong chính phủ Tây Tạng lưu vong. |

| Thứ năm, ngày 17 tháng 3 |
| - Một cuộc không kích không người lái của Hoa Kỳ giết chết gần 40 người ở Bắc Waziristan, Pakistan. - Hội đồng Bảo an Liên Hợp Quốc thông qua nghị quyết thiết lập vùng cấm bay và cho phép sử dụng vũ lực đối với chính quyền của Muammar al-Gaddafi trong cuộc nổi dậy tại Libya. |

| Thứ sáu, ngày 18 tháng 3 |
| - Các kỹ sư cố gắng ngăn chặn phóng xạ rò rỉ sau một loạt sự cố do động đất và sóng thần tại Nhà máy điện hạt nhân Fukushima I của Nhật Bản. - Yemen ban bố tình trạng khẩn cấp sau khi những tay súng không rõ danh tính xả súng vào đám đông biểu tình chống chính phủ, làm ít nhất 41 người thiệt mạng. - Tàu thăm dò không gian MESSENGER của NASA trở thành phi thuyền vũ trụ đầu tiên đi vào quỹ đạo của Thủy Tinh. - Cựu Ngoại trưởng Mỹ Warren Christopher qua đời ở tuổi 85. |

| Thứ bảy, ngày 19 tháng 3 |
| - Knut, một chú gấu Bắc Cực được các nhân viên của Sở thú Berlin nuôi lớn, chết ở tuổi thứ tư. - Hàng ngàn người biểu tình khắp Syria trong những cuộc biểu tình lớn nhất nước này suốt mấy thập niên. - Lực lượng Pháp, Anh và Hoa Kỳ phát động tấn công lực lượng của Gaddafi tại Libya nhằm thi hành vùng cấm bay do Liên Hợp Quốc thiết lập. |

| Thứ hai, ngày 21 tháng 3                                                                                           |
| - Cử tri Ai Cập thông qua một hiến pháp mới trong quá trình cải cách sau khi lật đổ chính quyền của Hosni Mubarak. |

| Thứ tư, ngày 23 tháng 3 |
| - Nữ diễn viên Elizabeth Taylor qua đời ở tuổi 79 tại Los Angeles. - Nhà toán học người Mỹ John Milnor được trao giải Abel vì những đóng góp của ông trong các lĩnh vực hình học, tô pô học và số học. |

| Thứ năm, ngày 24 tháng 3 |
| - Một trận động đất mạnh 6,8 độ xảy ra tại miền bắc Myanmar, khiến ít nhất 75 người thiệt mạng. - NATO tiếp quản quyền chỉ huy của vùng cấm bay tại Libya. |

| Thứ sáu, ngày 25 tháng 3 |
| - Lực lượng an ninh nổ súng vào người biểu tình ở Syria, giết chết ít nhất 20 người. - Tại Canada, một cuộc bầu cử liên bang dự kiến được tổ chức sau khi Đảng Bảo thủ nước này sụp đổ trong một cuộc bỏ phiếu bất tín nhiệm. |

| Thứ bảy, ngày 26 tháng 3 |
| - Đại sứ các nước: Pháp, Ba Lan, Hungary, Anh, Hy Lạp, România và một số sử gia Châu Âu đến thăm một đoạn "Trường Lũy" - địa danh mới được khám phá hồi năm 2005, thuộc tỉnh Quảng Ngãi, Nam Trung Bộ Việt Nam. - Khoảng 250.000 người biểu tình tại Luân Đôn để phản đối chính sách cắt giảm chi tiêu của chính phủ. - Geraldine Ferraro, nữ ứng viên phó Tổng thống đầu tiên của một đảng lớn ở Hoa Kỳ, qua đời ở tuổi 75. |

| Thứ hai, ngày 28 tháng 3 |
| - Kiến trúc sư người Bồ Đào Nha Eduardo Souto de Moura được trao giải Pritzker. - Một vụ nổ tại nhà máy sản xuất đạn dược ở Khanfar, Yemen, làm chết ít nhất 150 người. |

| Thứ tư, ngày 30 tháng 3 |
| - Thủ tướng Syria Muhammad Naji al-Otari và nội các từ chức giữa cuộc biểu tình chống chính quyền. - Bộ trưởng Ngoại giao Libya Moussa Koussa từ chức giữa cuộc nội chiến. |

| Thứ năm, ngày 31 tháng 3 |
| - Lực lượng ủng hộ Alassane Ouattara bắt đầu bao vây Abidjan, thủ đô trước đây của Bờ Biển Ngà và là thành phố lớn nhất nước này. - Mayotte chính thức trở thành tỉnh thứ 101 của Pháp sau khi được sự chấp thuận của 95% người dân trong cuộc trưng cầu dân ý năm 2009. |